# مقاطعة يورك (فيرجينيا)
 مقاطعة يورك  (بالإنجليزية:  York County)‏ هي إحدى المقاطعات في ولاية فيرجينيا في الولايات المتحدة الأمريكية. (مقاطعة تشارلز ريفر سابقًا) وهي مقاطعة في الجزء الشرقي من كومنولث فيرجينيا. اعتبارًا من تعداد 2010 ، كان عدد السكان 65464. تقع مقاطعة يورك على الجانب الشمالي من شبه جزيرة فيرجينيا، مع نهر يورك على الحدود الشمالية.
تحتوي مقاطعة يورك على العديد من روافد نهر يورك. تشترك في الحدود البرية مع مدن ويليامزبرغ ونيوبورت نيوز وهامبتون وبوكوسون، وكذلك مقاطعة جيمس سيتي، وتشترك في الحدود على طول نهر يورك مع مقاطعة جلوستر.
تشكلت في عام 1634 باسم تشارلز ريفر شاير، وهي واحدة من المقاطعات الثمانية الأصلية في فرجينيا كولوني، وأعيدت تسميتها بمقاطعة يورك في عام 1643 ، مقاطعة يورك هي واحدة من أقدم المقاطعات في الولايات المتحدة. يوركتاون هي واحدة من النقاط الثلاث للمثلث التاريخي لمستعمرة فيرجينيا. وهي موقع المعركة الأخيرة واستسلام القوات البريطانية عام 1781 في ختام الحرب الثورية الأمريكية ، عندما حصل الوطنيون على استقلالهم عن بريطانيا العظمى.
في العصر الحديث، تم تطوير العديد من المنشآت العسكرية الأمريكية المهمة في المقاطعة. كما أن لديها أميال من المناطق السكنية والترفيهية على الواجهة البحرية. تقع مقاطعة يورك بجوار منتزهات ترفيهية ومراكز للزوار ومناطق الجذب التاريخية والسياحة التراثية.